# Aristobia voeti
Aristobia voeti es una especie de escarabajo longicornio del género Aristobia, subfamilia Lamiinae. Fue descrita científicamente por Thomson en 1878.
Se distribuye por China, Laos, Birmania y Tailandia. Mide 32-45 milímetros de longitud. El período de vuelo ocurre en los meses de julio y octubre.